# Guillaume Le Roux (missionnaire)
Pour les articles homonymes, voir Guillaume Le Roux et Le Roux.
Ne doit pas être confondu avec Guillaume le Roux.
Guillaume Le Roux (30 mars 1885 - octobre ou novembre 1913) est un missionnaire français, de la congrégation des oblats de Marie-Immaculée.

## Biographie
Guillaume Le Roux est né le 30 mars 1885 à Maner Lanvillio, commune de Plomodiern (Finistère), dans une famille de modestes cultivateurs, Yves Le Roux et Marie-Anne Poudoulec, qui s'installent en 1889 à Scars, commune de Dinéault. Il a une sœur aînée.
Il fait ses études secondaires au petit séminaire de Pont-Croix, puis entre en 1904 dans la congrégation des Oblats de Marie Immaculée au noviciat du Bestin (dans les Ardennes belges), les Oblats ayant dû fermer leurs maisons en France à cause de la loi de 1901 contre les congrégations. Un an après, il termine sa formation à Liège, où il est ordonné prêtre le 10 juillet 1910 par Mgr Augustin Dontenwill, supérieur général de la congrégation.
Au printemps 1911, il reçoit son obédience (nomination) pour le Grand Nord canadien. Il embarque au Havre le 22 avril 1911, arrive à Québec le 6 mai et le 7 à Montréal où il prend le train pour Ottawa, Winnipeg, Calgary, Edmonton. Le 23 mai il part en charrette à cheval jusqu'à Athabasca Landing, d'où il descend la rivière Athabasca en barge, puis en bateau à vapeur. Il s'arrête cinq semaines à Fort Resolution, sur le Grand lac des Esclaves, et arrive enfin le 23 août à la mission de Fort Good Hope sur le cercle polaire, parmi les Indiens « Peaux-de-Lièvres ». Il remplace le Père Jean-Baptiste Rouvière, envoyé prendre contact avec les « Esquimaux du Cuivre », une tribu d'Inuits pas encore évangélisés, vivant aux environs de la rivière Coppermine. 
En 1912 l'évêque Mgr Gabriel Breynat, l'envoie rejoindre Jean-Baptiste Rouvière. Il quitte Good Hope le 10 juillet, s'arrête à Fort Norman d'où il part le 16 juillet avec Rouvière. Les deux missionnaires traversent le Grand lac de l'Ours, arrivent à destination le 20 août et s'installent près de la rivière Dease. 
Les premiers contacts avec les Inuits sont chaleureux, mais limités par les problèmes de langue. Guillaume Le Roux et son confrère se mettent à étudier la langue inuktitut, leurs progrès ne sont pas rapides à cause de la rareté des rencontres avec ces nomades. L'année suivante, ils arrivent mieux à communiquer, d'autant plus qu'au printemps 1913, Le Roux fait un séjour de trois semaines au Fort McPherson où vit une autre tribu inuite dont certains membres parlent anglais, ce qui facilite les échanges. Puis il rejoint Jean-Baptiste Rouvière en août, et ils décident « de suivre les Esquimaux, cet hiver, jusqu’à la mer… Ne soyez pas surpris si personne ne vient vous rendre visite, cet hiver » (lettre du P. Rouvière au P. Ducot de Good Hope, 26 août 1913).
Le départ a lieu le 8 octobre 1913 avec quatre chiens. Ensuite, il semble que l'expédition ait mal tourné à cause de diverses circonstances mal éclaircies. D'après le journal (qui a été retrouvé) tenu par le P. Rouvière et d'après les témoignages des Inuits, le drame a pu être reconstitué : voyant que les circonstances n'étaient pas favorables, les deux missionnaires décident de rentrer à leur cabane, mais deux Inuits, Sinnisak et Uluksak, les rattrapent et les assassinent, entre le 28 octobre et le 2 novembre 1913, près des Bloody Falls (en) de la rivière Coppermine, à environ 30 km de l'océan Glacial arctique.
C'est seulement en mai 1916 que l'inspecteur LaNauze de la police montée canadienne, accompagné d'une équipe, peut arrêter les meurtriers sur des îles de l'océan Arctique. Ils sont, en août 1917, les premiers Inuits à être jugés par un tribunal « blanc ». Mgr Breynat ayant demandé leur grâce, la condamnation à mort est commuée en deux ans de résidence surveillée, après quoi ils sont rentrés chez eux.
Le récit du meurtre des Pères Le Roux et Rouvière est disponible dans la revue des Oblats, en 1914.
Les Inuit appelaient le Père Le Roux « Ilogoak », et le Père Rouvière « Kouliavik ».

## Après sa mort
Leur mort n'est connue en France qu'au deuxième semestre 1916. 
En 1938, pour les vingt-cinq ans de leur mort, des articles paraissent dans diverses revues catholiques, et un concours littéraire Rouvière-Le Roux est organisé dans les écoles du Québec. Les meilleurs textes sont publiés en livre sous le titre Martyrs aux glaces polaires (2e édition 1939, Montréal). 
En 2005, son biographe M. Joseph Le Bihan, de Dinéault, retrouve dans un grenier de Scars (la maison de la famille Le Roux, à Dinéault) les lettres que Guillaume Le Roux écrivait à ses parents. Ce sont onze lettres, longues et détaillées, où il raconte son voyage, puis sa vie quotidienne dans le Grand Nord, principalement avec le souci de rassurer ses parents, inquiets de le savoir aussi loin. Ces lettres ne sont pas encore publiées, mais elles ont été traduites du breton (sauf une qui est en français).
Si Guillaume Le Roux et Jean-Baptiste Rouvière sont oubliés en France, ils sont assez connus au Canada, où le procès de 1917 fait partie de l'histoire judiciaire nationale et suscite toujours des polémiques puisqu'on ne dispose que de la version des meurtriers.

## Hommages
Le nom du Père Le Roux a été donné à un petit lac des environs du Grand Lac d'Ours.